# Газети та журнали Миколаєва
Каталог газет та журналів, які видаються в Миколаєві
| Назва газети                                      | Адреса                                  | Головний редактор | Періодичність випуску                        |
| ------------------------------------------------- | --------------------------------------- | ----------------- | -------------------------------------------- |
| Вечерний Николаев                                 | Миколаїв, вул. Адміральська, 20         | В.Ю.Пучков        | 3 рази на тиждень (вівторок, четвер, субота) |
| Взгляд                                            | Миколаїв, вул. Радянська, 12б           | М.В. Юрченко      | 1 раз на тиждень                             |
| Губернская неделя                                 | Миколаїв, пр. Миру, 13а                 | В.О. Головченко   | 1 раз на тиждень                             |
| Инвестор                                          | Миколаїв, вул. Наваринська, 34          | А.П. Мойсол       | щомісячно                                    |
| Купи Меня!                                        | Миколаїв, вул. Радянська 12б, офіс 214  | І.Ю. Деменская    | що тижня                                     |
| Наш город Николаев                                | Миколаїв, вул. В. Морська, 79/1А        | І.О. Чернишова    | 1 раз на тиждень (середа)                    |
| Николаевские новости                              | Миколаїв, вул. Адміральська, 20         | А.Я. Белоножко    | 3 рази на тиждень                            |
| Новая Николаевская газета                         | Миколаїв, вул. Радянська, 12б, каб. 315 | Ю.І. Іцковский    | 1 раз на тиждень                             |
| Партнер-информ                                    | Миколаїв, вул. Шевченка, 20             | І.І. Курдиба      | 1 раз на тиждень                             |
| Рідне Прибужжя                                    | Миколаїв, вул. Нікольська, 46           | Т. Н. Фабрикова   | 3 рази на тиждень (вівторок, четвер, субота) |
| Родной причал                                     | Миколаїв, вул. Адміральська, 20         | А. Г. Раскопова   | 1 раз на тиждень (середа)                    |
| События и комментарии                             | Миколаїв, вул. Леніна 73, офіс 308      | Ю.А. Мінін        | 1 раз на тиждень                             |
| Центральный рынок                                 | Миколаїв, вул. В. Морська, 49           | Ю.М. Демченко     | 1 раз на тиждень                             |
| Южная правда                                      | Миколаїв, вул. Адміральська, 20         | Н.С. Стеценко     | 3 рази на тиждень (вівторок, четвер, субота) |
| Щотижня                                           | Миколаїв, вул. Адміральська, 20         | Л.П. Стеценко     | 1 раз на тиждень                             |
| Назва журналу                                     | Адреса                                  | Головний редактор | Періодичність випуску                        |
| Автограф. Век ХХІ                                 | Миколаїв, вул. Артема 24/11             | А. Король         | 12 разів на рік                              |
| Горожанин                                         | Миколаїв, вул. Потьомкінська, 48        | Ю.О. Юрін         | 10-12 раз на рік                             |
| Деловой союз                                      | Миколаїв, вул. Потьомкінська, 41        | Е.О. Кірсанов     | 10-12 разів на рік                           |
| Имена                                             | Миколаїв, пр. Леніна, 73, оф.308        | Ю.А. Мінін        | 10-12 разів на рік                           |
| Николаевский капиталист                           | Миколаїв, пр. Леніна, 67, оф. 306.      |                   | 12 разів на рік                              |
| Регион-Юг                                         | Миколаїв, вул. Декабристів, 7           | П.В. Демо         | 10-12 разів на рік                           |
| Статус. Экономические известия                    | Миколаїв, вул. Чигрина, 43в             | В. Войтик         | щотижня                                      |
| NL [Архівовано 10 лютого 2017 у Wayback Machine.] | Миколаїв, вул. Нікольська, 52           | Т.І. Вязнікова    | один раз на три місяці                       |
| Энергия времени                                   |                                         | Н.А. Бобрикова    | один раз на три місяці                       |

## Джерело
https://web.archive.org/web/20130308110040/http://www.gorsovet.mk.ua/mass_media/newspapers.ua
https://web.archive.org/web/20130308114622/http://www.gorsovet.mk.ua/mass_media/magazines.ua
http://www.nrc.mk.ua/res_partners_ZMI.php%5Bнедоступне+посилання+з+липня+2019%5D